# كلوريد البلاديوم الثنائي
كلوريد البلاديوم الثنائي (أو ثنائي كلوريد البلاديوم) هو مركب كيميائي صيغته الكيميائية PdCl2، ويكون على شكل مسحوق بلوري بني اللون.

## التحضير
يمكن تحضير المركب من إذابة فلز البلاديوم في حمض الهيدروكلوريك المركّز؛ كما يمكن أن يجرى التحضير بالتفاعل المباشر بين عنصري البلاديوم والكلور عند درجات حرارة مرتفعة تصل إلى 500 °س.

## الخواص
يكون المركب في الحالة القياسية على هيئة مسحوق بلوري بني اللون، وهو ضعيف الانحلالية في الماء، لكنه ينحل في الأحماض المعدنية مثل حمض الهيدروكلوريك، وكذلك في بعض المذيبات العضوية مثل الأسيتون.
تعود سهولة انحلاليته في حمض الهيدروكلوريك بسبب تشكل معقد منحل في الماء:
{\displaystyle \mathrm {PdCl_{2}+2Cl^{-}\longrightarrow [PdCl_{4}]^{2-}} }
للمركب العديد من التفاعلات الكيميائية، فهو ذو نشاط كيميائي جيد.

## الاستخدامات
يعد المركب من الركائز واسعة الانتشار في كيمياء البلاديوم للحصول على المركبات والمعقدات المختلفة.
يستخدم المركب في عمليات التحفيز الكيميائية، وكذلك أحياناً في تفاعلات الكشف عن أحادي أكسيد الكربون.